# میله پانهارد
میله پانهارد یا میله تعادل یک پیوند تعلیق است که موقعیت جانبی محور خودرو را فراهم می‌کند. این دستگاه در ابتدا توسط شرکت خودروسازی پانهارد فرانسه در اوایل قرن بیستم اختراع شد. از آن زمان این سیستم به‌طور گسترده مورد استفاده قرار می‌گیرد.

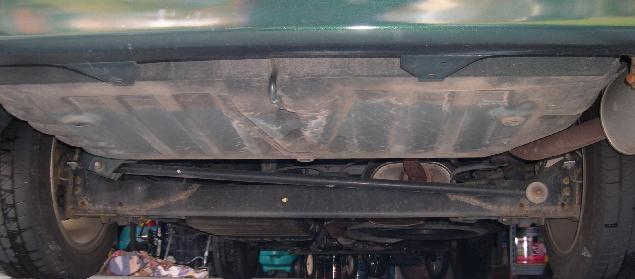
میله تعادل در مزدا ام‌پی‌وی

هدف از از اختراع این میله این بود که اجازه ندهد چرخ‌ها به عقب (طولی) یا پهلو به (جانبی) حرکت کنند. میله پانهارد یک دستگاه ساده است که شامل یک میله سفت و سخت است که در همان سطح محور به صورت جانبی حرکت می‌کند و یک سر محور را به بدنه خودرو یا شاسی طرف مقابل خودرو متصل می‌کند. این سیستم به تعادل و هندلینگ خودرو در پیچ‌ها و جاده‌ها کمک می‌کند. از این میله در تعلیق وسایل نقلیه به صورت دوقلو و تکی استفاده می‌کنند.